# Střední odborná škola
Střední odborná škola (SOŠ) patří mezi druhy středních škol v České republice. Poskytuje především úplné střední odborné vzdělání zakončené závěrečnou maturitní zkouškou v různých vzdělávacích oborech. Délka studia činí zpravidla čtyři roky.
Absolventi získávají maturitu, resp. maturitní vysvědčení, (stupeň 3 v ISCED) a jsou kvalifikování především pro výkon odborných činností v technicko-hospodářských, ekonomických, zdravotnických, pedagogických a dalších povolání. Pokud maturitní zkoušku nesloží, dokladem o absolvování středního odborného vzdělání je nikoliv maturitní vysvědčení, ale vysvědčení z posledního (čtvrtého) ročníku studia (střední odborné vzdělání bez maturity). Krom toho může SOŠ nabízet též i dvouleté či tříleté studium v oborech vzdělání poskytujících střední odborné vzdělání (bez maturity).
Střední odborné školy primárně připravují své žáky na přímé uplatnění na pracovním trhu po úspěšném absolvování (zejména na pozicích vyžadující technické znalosti), nicméně se absolventi mohou i následně dále vzdělávat na vyšších odborných školách či univerzitách.

## Základní vymezení středních škol
Českou vzdělávací soustavu definuje školský zákon číslo 561/2004 Sb. a rozlišuje následující druhy škol:
- mateřské školy,
- základní školy,
- střední školy,
- konzervatoře,
- vyšší odborné školy,
- základní umělecké školy,
- a jazykové školy s právem státní jazykové zkoušky.

Střední školy se v praxi následně dělí na gymnázia, střední odborné školy a střední odborná učiliště. Toto rozdělení však od roku 2004 s novým školským zákonem není garantováno samotným zákonem a školy jej mohou či nemusí užívat ve svých názvech.
Co již současný školský zákon definuje, jsou stupně středoškolského vzdělání. Střední vzdělávání jako takové je děleno na tři stupně:
1. střední vzdělání,
2. střední vzdělání s výučním listem,
3. a střední vzdělání s maturitní zkouškou.

Středního vzdělání lze dosáhnout studiem vzdělávacích programů o délce 1 či 2 let a není zakončeno ani maturitní zkouškou, ani výučním listem. Patří sem kategorie oborů J (střední nebo střední odborné vzdělání bez maturity a výučního listu) a C (vzdělání v praktických školách).
Střední vzdělání s výučním listem zahrnuje obory vyžadující 2 či 3 roky studia, které je zakončeno výučním listem. Sem patří obory z kategorie H (střední odborné vzdělání) a E (nižší střední odborné vzdělání).
Střední vzdělání s maturitní zkouškou pak obsahuje gymnázia, víceletá gymnázia a středoškolské obory zakončené maturitou.

## Specifika středních odborných škol
Střední odborné školy se snaží připravit studenty na výkon své budoucí odborné činnosti, či jim vytvořit vhodné podmínky pro následné studium na vysokých školách. Většina středních odborných škol je veřejná a ve svých gescích je mají kraje.
Velmi zhruba se tak jedná o pomezí mezi gymnázii, které své studenty připravují na následné univerzitní studium, a mezi jinými středními školami (např. obchodní akademie, střední odborná učiliště nebo průmyslové školy), které svým studentům nabízí ucelené a kompletní vzdělání v jejich daném oboru vzdělávání.
Zatímco gymnázia jsou zakončovány maturitní zkouškou a střední odborná učiliště zpravidla závěrečnou zkouškou a vyučením, střední odborné školy mohou své programy zakončovat maturitní zkouškou čí závěrečnou zkouškou a následným výučním listem. Způsob zakončení podléhá výčtu oborů v jednotlivých kategoriích vzdělávacích oborů.
V rámci českého vzdělávacího systému složení maturitní zkoušky studentům rovněž umožňuje, krom přechodu do samotné praxe, i pokračování v dalším studiu ve kterékoli oblasti vzdělávání na vysokých školách (VŠ), či eventuálně i studium na vyšších odborných školách (VOŠ).

## Střední školy spadající pod střední odborné vzdělání
Střední odborné školy zahrnují následující typy škol:
- střední průmyslové školy,
- střední zemědělské školy,
- střední zdravotnické školy,
- hotelové školy,
- sociálně právní akademie,
- střední pedagogické školy,
- střední umělecké školy,
- obchodní školy a obchodní akademie,
- rodinné školy,
- konzervatoře,
- a jiné specifické odborné školy (např. zahradnické nebo knihovnické střední školy).

## Statistické údaje středních odborných škol
V České republice se nachází 1276 středních odborných škol, díky čemuž je zemí s nejvyšším podílem odborného (negymnaziálního) středoškolského vzdělání v EU.
U absolventů středních odborných škol panuje obecná spokojenost s výběrem studia. V kontextu všech studentů středních škol, jsou maturanti ze středních odborných škol nejvíce spokojeni s výběrem školy, fakticky 89 procent by si znovu zvolila tento typ vzdělání, kdyby měla možnost znovu vybírat. Z dokumentu Národního ústavu pro vzdělávání vyplývá, že pouze 8 procent žáků vyjádřilo nespokojenost s volbou školy, v tomto případě tedy zaměření studijní dráhy, kdy tato menšina sdílí názor, že by přehodnotila výběr školy a vybrala si raději maturitní obor.
Střední odborné školy mají tradičně horší výsledky u maturit než gymnázia, a to včetně výsledků technických SOŠ v matematice. Uchazeči o studium na SOŠ při jednotných přijímacích zkouškách dosahují znatelně horších výsledků než uchazeči o gymnázia.

## Připravenost absolventů na uplatnění v praxi
Uplatnění absolventů středních odborných škol, kde se podrobili maturitní zkoušce, je relativně široké, z analýzy vychází, že se lidé uplatní v práci s lidmi, konkrétně péčí o zákazníky, což může znamenat práci v klientských centrech pojišťoven, bankách v různých call centrech, ale i zaměstnání v reklamě, roli konzultanta v obchodech, práce ve skladu, logistice, na poště, v gastronomickém průmyslu a v mnoha jiných úlohách.
Zajímavostí je, že žáci, konkrétně 46 procent, kteří absolvovali obory, jako jsou gastronomie, turismus a hotelnictví, končí v jiném odvětví zaměstnání, než jim předurčuje jejich školní program. Avšak u žáků SOŠ celkově panuje relativně velké procento lidí zůstavších v oboru, konkrétně 70 procent zůstává v oboru, kdežto zbylá menšina volí jiné pracovní nabídky než v oboru.
Avšak dokončení SOŠ nemusí nutně znamenat nástup do práce. Absolventi mohou pokračovat studiem VOŠ nebo univerzitních programů.